# (1166) Sakuntala
(1166) Sakuntala es un asteroide perteneciente al cinturón de asteroides descubierto el 27 de junio de 1930 por Praskovia Gueórguievna Parjomenko desde el observatorio de Simeiz en Crimea.
Está nombrado por Shakuntalá, heroína del antiguo poema sánscrito Majabhárata.